# Stazione di Sicignano degli Alburni
La stazione di Sicignano degli Alburni è una stazione ferroviaria ubicata sulla linea Battipaglia-Potenza-Metaponto, a servizio del comune di Sicignano degli Alburni.

## Storia
La stazione di Sicignano degli Alburni entrò in funzione il 30 settembre 1875 contestualmente all'attivazione del tratto Contursi-Romagnano della linea ferroviaria per Potenza. Era prevista come origine del progetto inserito nella Legge Baccarini del 1879, ma che venne realizzato solo parzialmente, dopo l'apertura della Ferrovia Tirrenica Meridionale, di una ferrovia che raggiungesse Lagonegro e puntasse in direzione del mare congiungendosi alla linea proveniente da Paola e Reggio Calabria a Castrocucco in quel di Maratea. La stazione quindi ha avuto in passato un ruolo di una certa importanza nelle ferrovie campane poiché, dal 30 dicembre 1886, divenne capolinea della prima sezione del progetto: la ferrovia per Lagonegro. Con la chiusura di quest'ultima (1987), Sicignano degli Alburni ha perso molta della sua importanza d'interscambio essendosi ridotto notevolmente il traffico passeggeri. Qui infatti si attestavano molti dei treni per Lagonegro e quivi i passeggeri potevano trovare coincidenza con i treni della linea principale per raggiungere Salerno, Napoli, Potenza o altre destinazioni.

## Strutture e impianti
La stazione, attualmente impresenziata, è dotata di un fabbricato viaggiatori su tre livelli, un tempo sede dei servizi di stazione ma chiuso dopo l'automatizzazione degli impianti conseguente alla ristrutturazione ed elettrificazione della Basentana e alla sospensione del servizio ferroviario sulla linea di Lagonegro. Oggi non fornisce alcun servizio attivo per i passeggeri.
Il piazzale è composto da tre binari per servizio viaggiatori muniti di banchina con una passerella e privi di sottopassaggi, oltre a due tronchini.
In passato la stazione aveva un notevole traffico merci, sia verso lo Ionio e soprattutto verso Lagonegro: oggi lo scalo merci è inattivo e chiuso. È presente una piattaforma girevole in grado di funzionare, anche se in atto è isolata dalla rete ferroviaria.
In passato, quando alcune corse terminavano a Sicignano degli Alburni la sera, i ferrovieri erano ospitati in una struttura apposita, alle spalle della stazione, oggi abbandonata.

## Movimento
Nonostante la posizione, la stazione risulta essere piuttosto frequentata, specie negli orari di punta e soprattutto in direzione Salerno, questo anche grazie ad un collegamento tra la città e la stazione stessa.
Nella stazione fermano treni regionali, alcuni InterCity e, nel periodo estivo, una coppia di InterCity diretti a Taranto e a Roma.